# Halone hemichroa
Halone hemichroa är en fjärilsart som beskrevs av Turner 1899. Halone hemichroa ingår i släktet Halone och familjen björnspinnare. Inga underarter finns listade i Catalogue of Life.